# Vlaams oud bruin

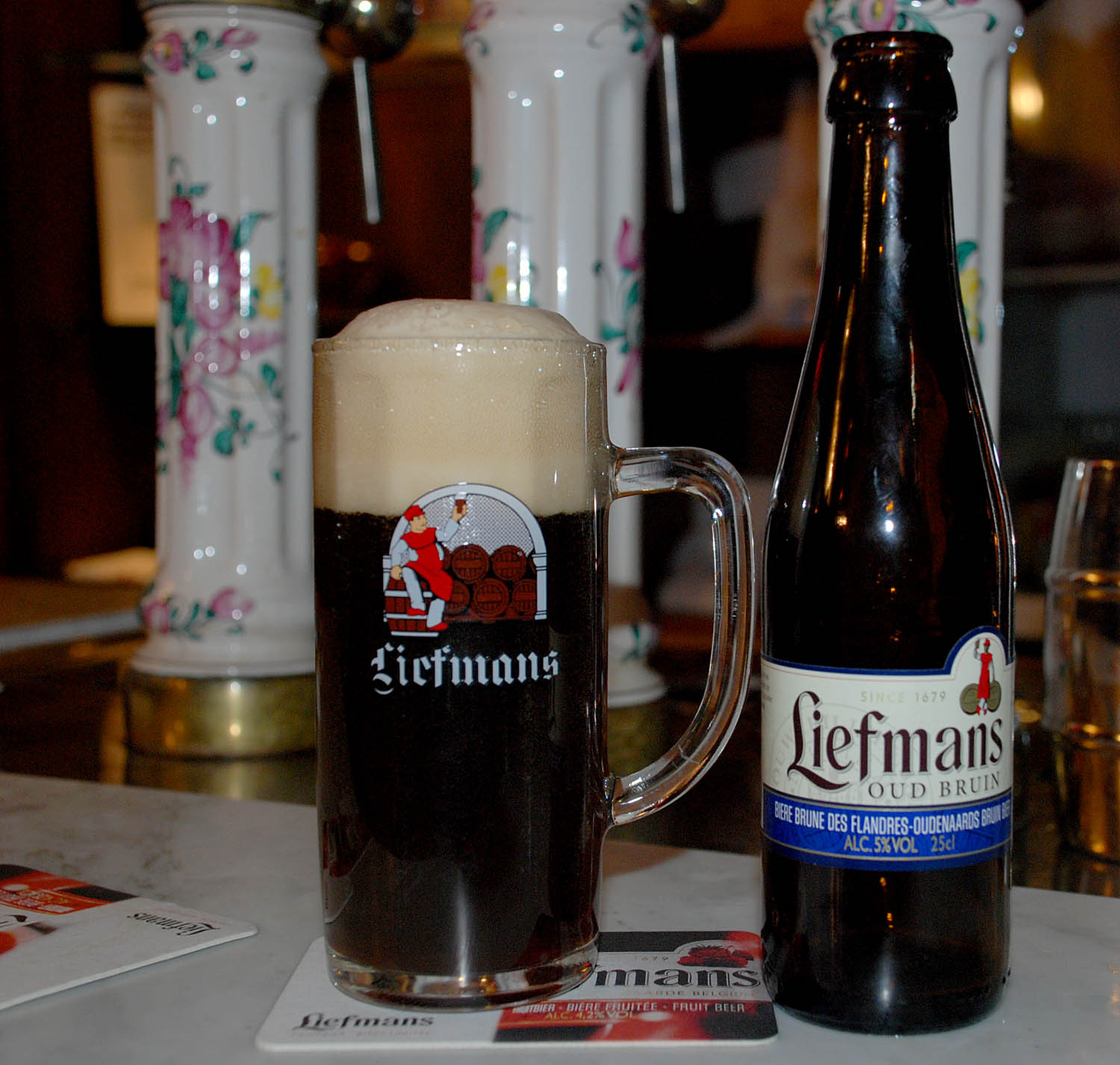
Liefmans oud bruin

Vlaams oud bruin, of kortweg oud bruin, of, naar het belangrijkste productiecentrum, Oudenaards bruin, is een oud Belgisch biertype, afkomstig uit de provincie Oost-Vlaanderen. Dit bier kan in geen geval worden vergeleken met het bier dat in Nederland oud bruin wordt genoemd. 
Het Oudenaards bier is wel verwant aan het West-Vlaamse rood-bruin bier, dat eveneens oud bruin wordt genoemd.
Het betreft bovengistend bier dat rijpt in RVS tanks en een gewenste melkzuurinfectie heeft ondergaan. Deze bieren zijn afkomstig van de linkeroever van de Schelde, waar traditioneel een verbod gold op het gebruik van hop bij het brouwen. 
De bierstijl is bedreigd: slechts enkele producenten blijven over. Bekende merken in de stijl zijn of waren Liefmans, Cnudde, Felix (niet langer in Oudenaarde geproduceerd), en Zulte. 
Andere traditionele bruine of amberkleurige bieren uit de streek zoals Oud Zottegems Bier en de bieren van Brouwerij Roman worden soms onder dezelfde noemer geclassificeerd maar kennen geen melkzure gisting.
De zurige bieren lenen zich, net als lambiek en witbier, uitstekend als basis voor fruitbier.